# ヒバゴン
ヒバゴンは、日本に生息すると言われている、類人猿型の未確認動物のひとつ。

## 概要
1970年代に、広島県比婆郡西城町油木・比婆郡比和町・庄原市（2023年現在は市町村合併により全域が庄原市）の中国山地にある比婆山連峰において目撃され、1970年8月26日付の中国新聞に「比婆山山ろくで〝類人猿〟騒ぎ」との見出しで「ヒバゴン目撃」が報じられると広島県北部の山あいの町に全国から報道陣や研究機関、大学探検部などが押し寄せ、行政や研究者、地元警察を巻き込んだ騒ぎになった。旧西城町役場に問い合わせの電話が殺到したことから、1971年（昭和46年）4月、同役場に「類人猿相談係」（通称：「ヒバゴン課」）が新設されるなど、ヒバゴンの名は全国区になり、フィーバーに沸いた。目撃者から話を聞こうとマスメディアが殺到したため、住民の日常生活に支障が出るとして、自治体は目撃者に「迷惑料」5千円を支給した。同時期に役場に就職した人の初任給は1万4,900円だった。

## 今日のヒバゴン
1975年3月の旧西城町役場による「ヒバゴン騒動終息宣言」から半世紀を経過したが、当地では現在でも愛すべきキャラクターとして親しまれており、至る場所でヒバゴンで出合える。1999年「西城ふるさと祭」のポスターやプログラムにかわいいイラストにおこされたヒバゴンが初登場。山の中で人間に遭遇し、きょとんとした様子のヒバゴンの愛嬌のあるキャラクターが人気を呼び、当初は恐ろしい顔をしていたヒバゴンの着ぐるみに代わり、キャラクター化後は愛らしいものに変更され、子ども達の人気者になった。キャラクターは様々な場所に利用されて浸透、西城町はヒバゴンを町のシンボルとして"ヒバゴンの里"と掲げ、ヒバゴンは町おこしとして活躍している。これはゆるキャラが話題になる以前の約10年前からである。備後西城駅はヒバゴンを強く推し、「ヒバゴン音頭」などの楽曲リリース、ヒバゴンラジオ、ヒバゴンラッピングが施されたバス、「ヒバゴン饅頭」や「ヒバゴン味噌」「ヒバゴンネギ」「ヒバゴンのたまご」「ヒバゴン丼」など、ヒバゴンの名を冠した特産品やお菓子、携帯ストラップなどのキャラクターグッズが売られる。ヒバゴンの目撃が相次いだ場所に作られたレクリエーション施設「広島県民の森」のキャンプ場は「ヒバゴンハウス」と命名されている。
騒動を題材に重松清が2004年に小説『いとしのヒナゴン』を刊行し、翌年、伊原剛志、井川遥主演・渡邊孝好監督により『ヒナゴン』として映画化もされた。
怪獣プロレス代表・雷神矢口は「イギリスネス湖のネッシー、ヒマラヤの雪男という世界の2大UMAに対抗する、日本オリジナル2大UMAはツチノコとヒバゴン」と持論を述べている。
ヒバゴンの名称は比婆山（ひばやま）からきている。中国新聞庄原市局長の宮尾英夫が命名した。

## 特徴
- 類人猿型であり、二足歩行が可能である[3][4][5]。
- 体中が黒もしくは濃い茶色の毛で覆われ[3][4][7]、人の2倍近くある頭には3cmほどの黒褐色の剛毛が逆立つ[3][4]。ゴリラやサルに似ている[2][3][4][5]。
- 尻の左半分の毛が白がかっている。またサルのようなタコ（尻の毛の生えていない部分）が無かったという。
- 顔は逆三角形と報告されている[3][4]。目はギョロ目で大きくつりあがり、オデコに深いシワが3本ある[5]。鼻は潰れて、空を向く形状[5]。
- 背丈は1.5mから1.65m程度[3][4][5]と小柄な大人くらい。ずんぐりむっくりしている。
- 体格から推定される体重は85kg程度。
- 足のサイズは27cm程度。
- 目撃された個体は単一らしく、片足を引きずっていた。
- 歩く際に、鳴き声と思われる音を発する事がある。
- イルカのような鳴き声。

- 中国新聞などで謎の解明を試みる記事も増え、ヒバゴンの正体については、足跡の形からかつて密輸されたゴリラやオランウータン説、戦時中、いつしか姿を消したある家にいた毛深く猿のように跳ね回る子ども説などの考察が行われた[4][5]。

## 目撃史
- 1970年（昭和45年）7月20日夜8時ころ：油木地区の中国電力六ノ原ダム付近をトラックで走行中の男性が、道路を横切り林の中に消えた怪物を目撃[3][4][5][8][9]。姿形はゴリラに似て、子牛ほどの大きさがあったという[9][17]。
- 1970年（昭和45年）7月23日：同地区の農家に住む男性が自宅近くで草刈りをしていたところ、草むらから上半身を出して突っ立った大人の背丈ほどの全身が黒い毛で覆われ、頭部が異様に大きく、顔は人間に似る怪物と遭遇[4][18]。
- 1970年（昭和45年）7月30日：午後8時ごろ、同地区の当時47歳の男性が水田のあぜ道を歩いてくる親類に声を掛けたつもりが、ゴリラそっくりの怪物だった[4]。以後、ダムを中心に3キロ四方で同様の怪物の目撃例があいつぐ[4]。当時、「広島県民の森」の工事が進められていたこともあり、「比婆山の神の祟りじゃ」と畏れる住民もいたという[4]。約90キロ離れた広島市安佐動物公園（広島市）から逃げ出したゴリラではないかとの噂もあった[4]。騒ぎで地元の小学生は集団下校した[4]。山に囲まれた西城町の一部は当時、テレビが映らず[4]。旧西城町役場は、山のアンテナ設置に追われ、町にテレビは一気に普及した[4]。町はヒバゴンの話で持ち切り[3][4]。夕方のニュースの時間になると、町はシーンとなり[3][4]、「近所のあの人が映っとった」などと町民もテレビに釘付けになり、フィーバーに拍車をかけた[3][4]。
- 1970年（昭和45年）12月：吾妻山で、雪原に怪物のものとみられる足跡が発見される[9]。12月だけでも合計12件の目撃報告があった。
- 1974年（昭和49年）6月20日：庄原市川北町須川の市町境に位置する山間の道で、全身毛むくじゃらで身長1.6メートルほどの怪物を男性が目撃。胴は人間の2倍ほどもあり、怪物は男性の乗った車にびっくりしたような仕草で、林に姿を消した[19]。
- 1974年（昭和49年）7月15日：比和町で、女性が自宅の目の前を通っている県道に茶色の体毛の、足は人間のような1.6メートルの「大ザル」が立っているのを目撃。歩き方もサルそっくりだったといい、女性はヒバゴンを「年をとった大ザル」と思ったという[20]。
- 1974年（昭和49年）8月15日：庄原市濁川町で目撃された際、写真撮影に成功したとされる[9][21]。撮影した男性は、県道付近で道路の真ん中あたりで四つ足になったり、二本足で立ったりして歩いている怪物を目撃。車で近づくと怪物は山の中の柿の木に飛びつき、その瞬間を撮影した。怪物は約1.5メートル、全身ネズミ色の毛で覆われており、首の周りは白かった。怪物は山に逃げる際に近くの田んぼに「足跡」を残していた。ただし、写真は不鮮明で、専門家はサルかクマではないかとコメント。ヒバゴンの目撃者も写真の生物について「（写真に写っているのは）ヒバゴンではない。サルだ」と否定的であった[22]。
- 1974年（昭和49年）10月11日：写真が撮られた現場近くの濁川町の県道で目撃された[4]。29件に上った目撃情報は[2][5]、これを最後に目撃報告はパタリと途絶えた[3][4][8][9]。最後まで正体は明らかにならず[2][4]、旧西城町は1975年3月、「ヒバゴン騒動終息宣言」を出し、役場の「類人猿係」も廃止[3][4][9]。騒ぎが収まると「類人猿係」もバラバラになり、みな役場に残らず、お食事処を始めた人もおり、店で「ヒバゴン鍋」（イノシシの肉）を提供した[5]。

## ヤマゴン
1980年（昭和55年）10月20日午前6時40分頃、広島県福山市山野町田原の県道において、農作業を終えた男性が乗用車で帰宅中に身長1.5メートル、黒色の顔で腹部を除いて全身灰褐色の毛で覆われたゴリラのような怪物と遭遇した。怪物は山に逃げる際、四つ足になり5メートル下の原谷川の土手をすべり降り、川を膝までつかりながらものすごいスピードで渡りきり、川から上がるとサルのように木々をつたいながら山中に消えていったという。1981年（昭和56年）には山野町田原のヘルスセンター前の県道で30センチほどの「足跡」が見つかっている。1980年の目撃よりも4年前に地元のタクシー運転手が怪物を目撃しており、当時は注目されず地元紙に小さく載るだけであったが、山野町は一連の目撃証言と足跡発見に「観光資源」として注目。ヒバゴンに倣い「ヤマゴン」と命名した。ヤマゴンについては比婆山にいたヒバゴンと同一個体であり、比婆から山野町まで移動したのでは？とも推測された。実際、最初の目撃者が記憶を元に描いたヤマゴンのスケッチをヒバゴンの目撃者に見せたところヒバゴンと同じであると答えたとされる。ヤマゴンもヒバゴン同様、1980年の目撃を最後に消息は途絶えている。

## クイゴン
1982年5月9日午前9時半頃、広島県久井町で7歳と10歳の少年二人が、亀を捕まえて遊ぼうとしていたところ、30メートルの距離で体長2メートルの毛むくじゃらの怪物を目撃した。これは尻を除いて全身茶褐色の体毛に覆われ、背骨に沿って白い体毛があった。この怪物は左手に長さ1メートルの石斧、右手に石を握っていた。怪物は「ホー、ホー」と叫びながら前屈姿勢で崖に向かい、1メートル飛び上がり、山中に消えた。現場には縦横25センチの足跡が残されていた。

## 令和のヒバゴン
2024年8月23日午後0時半頃、西城町の男性が自宅前で毛の長い黒い生物を目撃した。これは175センチ程度の背丈があり、男性が声をかけると、生物は脇道に逃げた。同年9月上旬には、農業男性が高齢女性だと思い近づくと獣だったという事例も発生している。

## 影響
- 広島東洋カープで「炎のストッパー」と呼ばれた津田恒実は、高校時代から怪物投手と騒がれ、「ツネゴン」と呼ばれた[27]。

- 重松清は、ヒバゴン騒動を基に小説『いとしのヒナゴン』を執筆した。同作、およびそれを映画化した『ヒナゴン』に登場するUMAヒナゴンは、ヒバゴンをモデルにしている。また、小松左京は短編小説『黄色い泉』で、ヒバゴンと同じ比婆山に墓所の伝承がある、イザナミの神生み神話に登場する雷神とヒバゴンを関連付けて考察している。

- 2007年の	PlayStation 2用アドベンチャーゲーム『四八（仮）』では、日本47都道府県それぞれに由来する怪談の類が収録されているが、広島県のストーリーが「ヒバゴン」である。因みに、このゲームは非常に評価が低い、いわゆる「クソゲー」として知られており[28][29]、特にこの広島の話は非常に短く、手抜き的な薄い話として取り上げられがちである[30][31]。

- 庄原市立比和自然科学博物館では、2016年から2019年にかけて、比婆山連峰の昆虫調査を行っていた[32]。この調査において発見されたハネカクシの新種は、同館客員研究員の千田喜博によってヒバヤマヒメコバネナガハネカクシ（Lathrobium hibagon）と命名された[33][34]。この種小名は、ヒバゴンが比婆山周辺に出没していたことに加え、本種が記載された2020年（令和2年）がヒバゴンが最初に出没してから50周年の節目の年だったことを記念したものである[35]。

## 正体の可能性
- 全てのUMAに言えることであるが、何かの見間違いである可能性がつきまとっている。ヒバゴンの場合、ツキノワグマかニホンザルである可能性が高い（ただし地元の人に言わせれば、熊が現れるのはもっと山奥で、ヒバゴンが目撃された地点では熊の餌がないという）。動物学者の今泉忠明は、ヒバゴンはその大きさを除けばニホンザルそのものであり、ニホンザルの老いた個体が群れから脱落し、人里に現れたのではないかと推察している[36]。

- 真偽不明なるもフジテレビの番組『世界の何だコレ!?ミステリー』（2017年5月17日放映）によると、後年、ヒバゴン目撃エリアで正体が分からない獣の死骸を見つけて撮影・埋葬した住民がいた。「死骸」とされる物の写真は残っているが、住民が死去しているため埋葬地点は不明で、掘り起こしての調査は行われていない[37]。

- 比婆山にある熊野神社には天変地異があると度々比婆山に現れたと伝わる天御中主尊（アメノミナカヌシノカミ）の姿を描いたという絵巻物が残されており、地元住民の間で「神様がヒバゴンに姿を変えて現れたのでは」と語る者もいた[4]。